# Vîsociînivka, Markivka
Vîsociînivka (în ucraineană Височинівка) este un sat în comuna Krasne Pole din raionul Markivka, regiunea Luhansk, Ucraina.

## Demografie
Componența lingvistică a localității Vîsociînivka
     Ucraineană (92,5%)
     Rusă (7,05%)
     Alte limbi (0,45%)
Conform recensământului din 2001, majoritatea populației localității Vîsociînivka era vorbitoare de ucraineană (92,5%), existând în minoritate și vorbitori de rusă (7,05%).